# 이나윤 (배우)
이나윤(2007년 7월 16일~)은 대한민국의 배우이다.

## 학력
- 인천검단초등학교(전학)→감정초등학교(졸업)
- 감정중학교(졸업)
- 서울공연예술고등학교 (재학)

## 출연 작품

### 드라마
- 2014년 EBS 1TV 어린이드라마 《봉구야 말해줘》 - 나윤 역
- 2015년 MBC 주말특별기획 《내 딸, 금사월》 - 어린 오혜상 (금혜상) 역(박세영 아역)
- 2016년 tvN 월화드라마 《치즈인더트랩》 - 어린 백인하 역(이성경 아역)
- 2016년 MBC 주말드라마 《가화만사성》 - 봉진화 역
- 2016년 JTBC 금토드라마 《청춘시대》 - 어린 유은재 역(박혜수 아역)
- 2016년 tvN 불금불토스페셜 《신데렐라와 네명의 기사》 - 어린 은하원 역(박소담 아역)
- 2017년 OCN 주말드라마 《보이스》 - 새봄 역
- 2017년 OCN 주말드라마 《듀얼》 - 장수연 역
- 2018년 MBC 수목드라마 《손 꼭 잡고, 지는 석양을 바라보자》 - 김샛별 역
- 2019년 MBC 월화드라마 《특별근로감독관 조장풍》 - 조진아 역
- 2021년 JTBC 월화드라마 《선배 그 립스틱 바르지 마요》 - 윤송아 역(원진아 아역)

### 교양
- 2016년 바둑TV 《바둑탐구생활 시즌 1》
- 2016년 바둑TV 《바둑탐구생활 시즌 2》

### 영화
- 2018년 《궁합》 - 어린 만이 역(조수향 아역)
- 2019년 《82년생 김지영》 - 어린 김은영 역(공민정 아역)

### 광고
- 윤선생 영어교실

## 수상 및 후보
| 연도 | 시상식       | 부문          | 작품                             | 결과 |
| ---- | ------------ | ------------- | -------------------------------- | ---- |
| 2016 | MBC 연기대상 | 아역상        | 가화만사성                       | 후보 |
| 2018 | MBC 연기대상 | 청소년 아역상 | 손 꼭 잡고, 지는 석양을 바라보자 | 수상 |